# Stanley Engerman
Stanley Lewis Engerman (* 14. März 1936 in New York City; † 11. Mai 2023 in Watertown, Massachusetts) war ein US-amerikanischer Wirtschaftswissenschaftler, Wirtschaftshistoriker und Hochschullehrer. Er arbeitete unter anderem mit dem späteren Nobelpreisträger Robert Fogel zusammen.

## Wissenschaftliche Erfolge
Engermann war Präsident der Social Science History Association und der Economic History Association. Zuletzt war er Professor für Wirtschaftswissenschaften und Geschichte an der Universität von Rochester, an welcher er über Wirtschaftsgeschichte sowie über die Ökonomie von Sport und Unterhaltung lehrte. Die gleichen Themen unterrichtete er auch als Gastprofessor an der Universität Harvard.
Bekannt wurde Engerman durch das in Zusammenarbeit mit dem späteren Nobelpreisträger Robert Fogel entstandene Werk "Time on the Cross: The Economics of American Negro Slavery", welches später von der Columbia University den renommierten "Bancroft Prize" für Amerikanische Geschichte zugesprochen bekam. In diesem Werk setzen sich Fogel und Engermann kritisch mit den wirtschaftlichen Aspekten der vormaligen Sklaverei in Amerika auseinander. Engerman hat als Autor bzw. Co-Autor 12 wissenschaftliche Studien in Buchlänge verfasst und in seinem Fachbereich über 100 Artikel publiziert. Ins Deutsche wurden seine Werke bislang nicht übersetzt. 1985 wurde er in die American Academy of Arts and Sciences gewählt.

## Werke (Auswahl)
- Time on the Cross: The Economics of American Negro Slavery (with Robert Fogel), 1974.
- A Historical Guide to World Slavery (mit Seymour Drescher) (1998).
- Slavery, Emancipation, and Freedom: Comparative Perspectives (Walter Lynwood Fleming Lectures in Southern History) (2007).
- Slavery (Oxford Readers) (mit Seymour Drescher und Robert Paquette) (2001).
- The Evolution of Suffrage Institutions in the New World SL ENGERMAN, KL SOKOLOFF - The Journal of Economic History, 2005 - Cambridge Univ. Press.
- Institutional and Non-Institutional Explanations of Economic Differences.
- Slavery and Emancipation in Comparative Perspectives: A Look at Some Recent Debates, Journal of Economic History, 1986.